# Ezt nem tudom másképp mondani
Ezt nem tudom másképp mondani (węg. Nie umiem tego powiedzieć inaczej) – trzeci album zespołu Bikini, wydany w 1985 roku na LP i MC. W 1997 album po obróbce cyfrowej w studio „P” wydano ponownie, na MC i CD.
Przed wydaniem albumu zespół opuścił Feró Nagy, a nowym wokalistą zespołu w jego miejsce został Lajos D. Nagy. Zmienił się także styl muzyczny zespołu, przestano grać punk rocka, a dominującym stylem stał się pop rock.

## Lista utworów
1. „Lassan szopogasd...ahogy ti zenéltek?” (3:37)
2. „Őszinte szerelem” (3:48)
3. „Nagy barátkozások” (3:16)
4. „Te szeretnéd, nekem elég” (5:31)
5. „Jaj-jaj” (2:27)
6. „Indokolatlan jókedv” (2:41)
7. „Mondtuk, hogy ne menjél zenésznek” (2:44)
8. „Ügyetlen szerelem” (3:48)
9. „Mielőtt elmegyek” (3:31)
10. „Ezt nem tudom másképp mondani (Szeretlek II.)” (4:07)

## Skład zespołu
- Lajos D. Nagy – wokal
- Alajos Németh – gitara basowa, wokal
- József Vedres – gitara, wokal
- Péter Gallai – syntezator, wokal
- Gábor Németh – instrumenty perkusyjne

### Gościnnie
- Tibor Keresztes – automat perkusyjny, wokal
- Katalin Lengyel – wokal
- Péter Péterdi – instrumenty klawiszowe, wokal
- Szabolcs Várnai – wokal
- Zoltán Zétényi – wokal
- István Márta – syntezator